# 돌격! 빠빠라대
《돌격! 빠빠라대》(突撃!パッパラ隊 도쓰게키! 팟파라타이[*])는 마쓰자와 나쓰키가 《월간 소년 간간》에 연재한 만화 및 이를 원작으로 한 TV 애니메이션이다.
대한민국에서는 1996년부터 GM커뮤니케이션그룹에서 《돌격! 빳빠라대》라는 제목으로 만화책을 발행하였으며, 대교방송에서 2000년대 초반부터 장기간 《돌격! 빠빠라대》라는 제목으로 여러 번 방영되었다.

## 스토리
총에 맞아도 끄떡없는 불사신의 주인공 미즈시마(강세찬)은 사신(死神)이라 불리며 공포에 대상으로 여겨지고 있었다. 그런 그는 가장 죽음에 가깝다고 알려진 지옥의 부대, 〈빠빠라대〉에 배속되었다.
그러나 그 부대의 정체는, 실제로는 놀고먹을 뿐인 태평한 부대였다. 처음에 미즈시마는 이 부대를 싫어했지만, 란코(홍애리)와 토비카게(닌자) 등의 부대원과 지내며 점점 마음이 바뀌어갔다. 오늘도 여전히 란코와 친구들의 장난에 몸이 남아나지 않는 그였다.
등장인물 목록
- 강세찬

- 홍애리: 히로인. 19세. 세찬이에게 장난을 치는거 좋아한다. 하지만 한수영이랑 맨날 싸운다.

- 한수영: SAS의 대원. 25세. 애리랑 싸우면서 경쟁을 한다.

- 손예나: 빠빠라대의 간호사. 20세. 세찬이를 너무 사랑하고 체리도 좋아한다. "아픈 것은 다 날아가버려라"라는 말버릇이 있다.

- 유체리: 50년이 된 인간로봇이지만, 인간 나이로 11세. 세찬이를 박사님이라고 부르고 예나 언니랑 친해 진다.

## TV 애니메이션
이 작품은 애니메이션화되어 1998년 10월 3일부터 1999년 3월 27일까지 TV도쿄 계열국에서 방영되었다. 전 25화. 제작은 TV 아이치가 맡았다(TV아이치의 첫 애니메이션 참가작이다).

### 성우진

#### 한국어판
- 강수진 - 강세찬 (미즈시마)
- 윤미나 - 홍애리 (란코)
- 신영애 - 손예나 (마키노 마이), 미란다 공주
- 박영화 - 닌자 (토비카게)
- 김필진 - 한수영(에구치 나츠미)
- 서선주 - 유체리(오우카), 린다
- 권영호 - 대장
- 이상헌 - 장군
- 신한호 - 죠, 마텔
- 홍승표 - 마르코

### 제작진
- 원작: 마쓰자와 나쓰키 (에닉스/월간 소년 간간연재)
- 기획: 야나기사와 다카유키, 야타가이 고스케 (ADEX)
- 프로듀서: 오키모토 유키카쓰 (TV아이치), 데자키 사토시, 간노 데쓰오
- 시리즈 구성: 고이데 가즈미, 스에나가 미쓰요
- 캐릭터 원안: 마쓰자와 나쓰키
- 캐릭터 디자인·총작화감독: 고바야시 유카리
- 메카 디자인: 우미 고나미
- 미술감독: 와키 다케시
- 색채설계: 고바야시 메구미
- 촬영감독: 가미야마 시게오
- 음향감독: 후지야마 후사노부, 기모쓰키 가네타
- 음악 프로듀서: 미야즈미 슌스케 (Shun Corporation)
- 음악: 마스다 다카노부
- 감독: 마에지마 겐이치
- 감수: 데자키 사토시
- 제작: TV아이치, SOFTX, 매직버스

#### 우리말 제작
- 번역: 정영인
- 수입: 강주연
- 편집: 최홍업
- 음향: 김용환
- 녹음: 강성식
- 노래: 정미영
- 타이틀 & CG: 정유정
- 제작 & 배급: SOFTX, MAGIC BUS, ENOKI FILMS USA,INC
- 조연출: 김정현
- 녹음연출: 노종호
- 제작: 어린이TV